# Google Fit
Google Fit（グーグル フィット）は、Googleによって開発された健康管理アプリケーションである。Google Fitアプリ単体では、端末の位置情報や各部センサーを用いて、ウォーキング、ジョギング、サイクリングなどの情報を収集し、グラフ化するなどして記録する。体重や心拍数の記録も可能である。
またサードパーティー向けにGoogle Fit SDKも公開されている。このAPIを用いる事で、サードパーティーでもGoogle Fit対応のアプリやフィットネス機器が開発可能となっている。それらのアプリや機器はGoogle Fitと連携でき、情報管理できる。
2025年6月30日にGoogle Fitはサービスを終了し、ヘルスコネクトに引き継がれる。